# Roscoea alpina
Roscoea alpina är en enhjärtbladig växtart som beskrevs av John Forbes Royle. Roscoea alpina ingår i släktet Roscoea och familjen Zingiberaceae. Inga underarter finns listade i Catalogue of Life.

## Bildgalleri

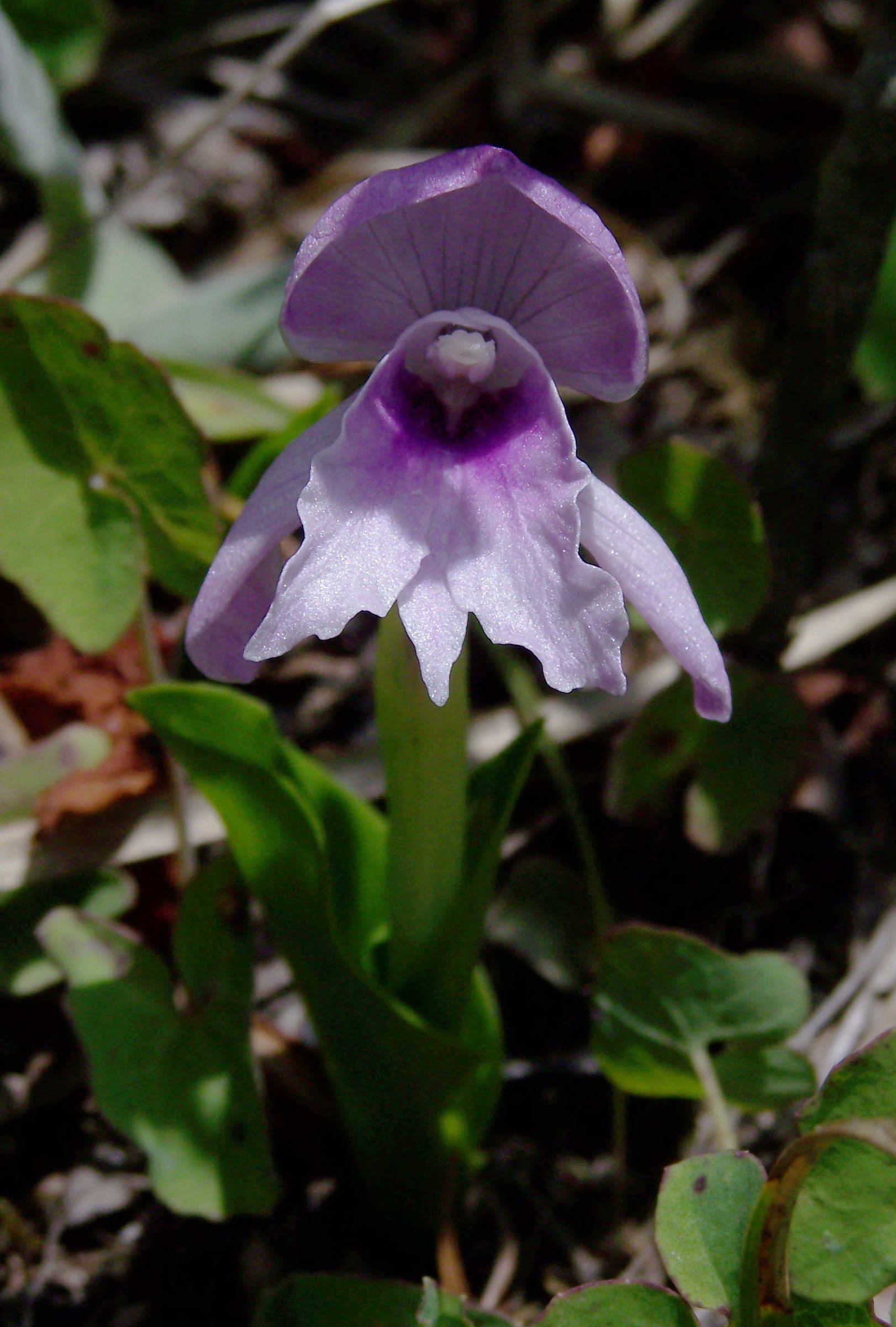